# Степанов, Георгий Юрьевич
Георгий Юрьевич Степанов (1 августа 1922 года, Петроград — 15 октября 2005 года, Москва) — советский и российский учёный в области механики.

## Биография
Отец — Юрий Александрович Степанов (1893—1963) — один из основоположников советского танкового двигателестроения, генерал-майор, профессор, кандидат технических наук, мать — Мария Дмитриевна (1899—1990) — известный германист, профессор Московского педагогического института иностранных языков, доктор филологических наук.
В детские годы Георгия Степанова их семья переехала в Москву (1932). Школьником проявил интерес к физике и математике, участвовал в школьных олимпиадах в МГУ, имел 5 премий[уточнить]. В 1940 году с отличием окончил среднюю школу. По Ворошиловскому призыву в Красную Армию стал военнослужащим (полный срок его дальнейшей службы в вооруженных силах составил 65 лет).
Участник Великой Отечественной войны, сержант, командир отделения связи, радист-заряжающий танка БТ-7, участник обороны Москвы 1941—1942 годов в составе Панфиловской дивизии, часть базировалась в районе Яхромы. В конце 1942 года был направлен на краткосрочные офицерские курсы, затем в Военную академию механизации и моторизации РККА. Учился у профессоров И. И. Метелицина и В. В. Уварова, члена-корреспондента Академии наук СССР Николая Бриллинга и академика АН СССР Бориса Стечкина. Во время обучения в академии был сталинским стипендиатом, его сокурсниками и друзьями были Борис Васильев и Евгений Пастернак, впоследствии ставшие известными писателями. Участник парада Победы на Красной площади в мае 1945 года. Награждён медалью «За победу над Германией в Великой Отечественной войне 1941–1945 гг.»
В 1946 году окончил академию c золотой медалью, продолжил обучение в адъюнктуре. Кандидат технических наук (1950).
Преподавал в академии, доцент с 1951 года, профессор с 1960 года, в 1959—1977 годы — начальник кафедры механики, в 1961 году присвоено звание полковника-инженера, в 1977—1982 годы — начальник кафедры двигателей (ранее, в 1936—1963 году эту кафедру возглавлял его отец). С 1982 года — профессор кафедры двигателей, с 1988 года в отставке, с 1994 года — почётный профессор академии.
В 1957 году в учёном совете Института механики АН СССР защитил докторскую диссертацию на тему «Гидродинамические методы расчета установившегося обтекания решеток турбомашин».
В течение долгих лет активно сотрудничал с Московским университетом, участник семинаров под руководством Л. И. Седова, Н. А. Слёзкина и Г. Г. Чёрного. С 1968 года работал (по совместительству) в Институте механики МГУ.
В 1947—1973 годы работал (по совместительству) в Центральном институте авиационного моторостроения. Активно сотрудничал с Институтом проблем механики АН СССР, Институтом гидродинамики им. М. А. Лаврентьева СО АН СССР, МВТУ им. Н. Э. Баумана, ЦАГИ, Казанским и Чебоксарским[уточнить] университетами, ВНИИТрансмаш.
Степанову принадлежат первые в мире публикации о применении газотурбинных и турбопоршневых двигателей в танкостроении, в 1970-е годы его разработки применялись на серийно выпускаемых танках. Внёс значительный вклад в разработку аппаратов на воздушной подушке, проектирование каналов и диффузоров, крыловых профилей, решеток турбомашин и перспективных устройств и аппаратов, исследовал газодинамические процессы в соплах ракетных двигателей, отрывное обтекание тел жидкостью при учёте турбулентности и кавитации (совместно с Л. В. Гогишем), изучал движение запыленного газа в инерционных воздухоочистителях.
Автор около 200 научных публикаций и свыше 20 изобретений.
Читал и вел курсы лекций в Военной академии бронетанковых войск по теоретической механике, теории гироскопов и двигателестроению, курс лекций по теории гидродинамических решеток на механико-математическом факультете МГУ.
Под его научным руководством выполнено 9 докторских и 27 кандидатских диссертаций.
Исследования Степанова по истории механики внесли большой вклад в развитие механики в нашей стране, он — популяризатор классических работ выдающихся учёных-механиков: Н. Е. Жуковского, С. А. Чаплыгина, Л. Эйлера, Т. фон Кармана, Дж. Лайтхилла, Дж. Бетчелора, Г. Биркхофа, М. А. Лаврентьева, Л. И. Седова, Л. Г. Лойцянского, Н. А. Слезкина и других.
Член Национального комитета по теоретической и прикладной механике СССР (с 1965, с 1987 по 2001 год — член президиума), член Международной академии астронавтики (1988, член-корреспондент с 1977) и почётный член РАЕН (1994).
Награждён орденами Красной Звезды и Трудового Красного Знамени, 16 медалями СССР и России, нагрудным знаком Министерства обороны России «За создание бронетанкового вооружения и техники» (2002).

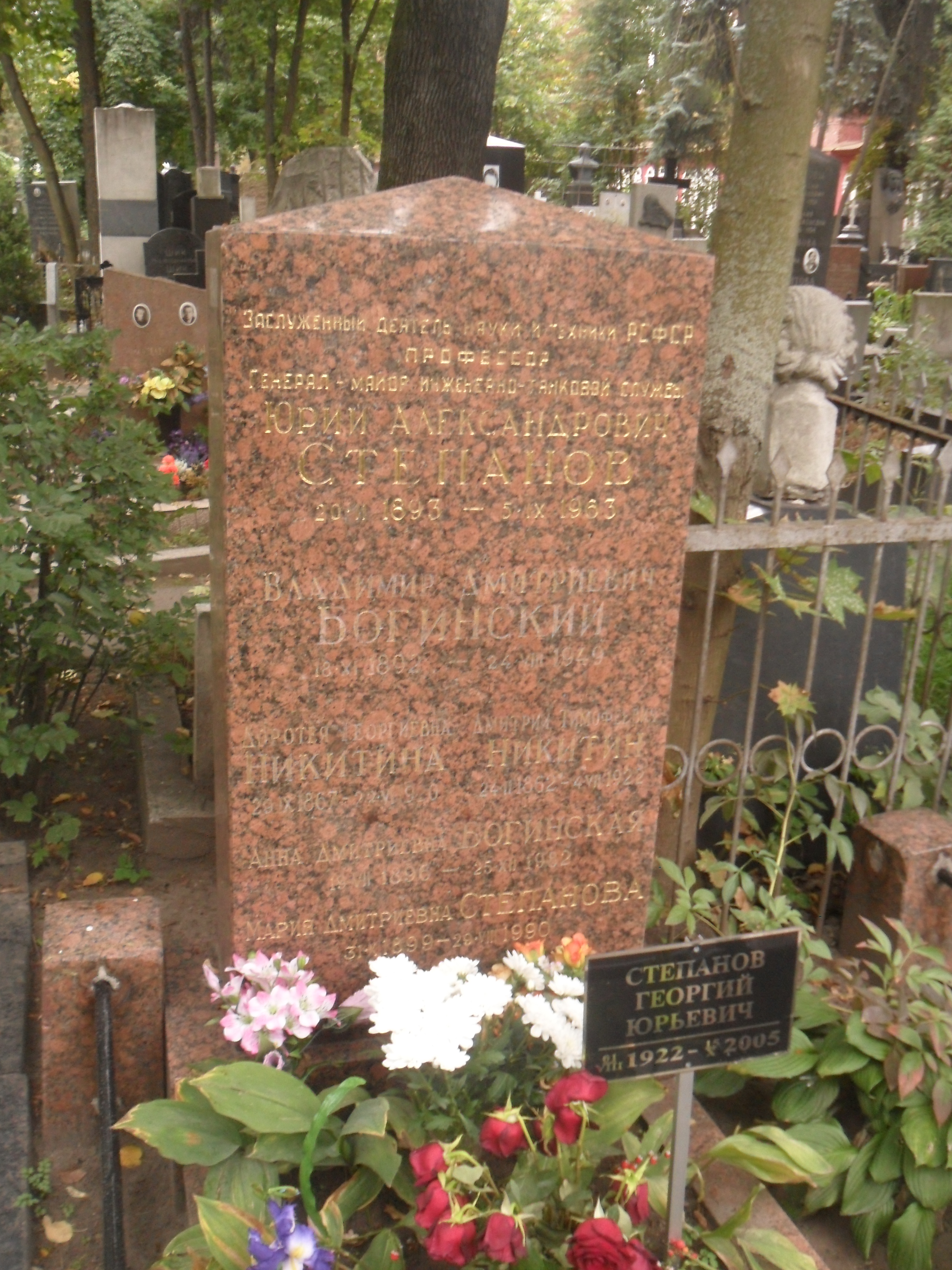
Могила Степанова на Новодевичьем кладбище Москвы.

Похоронен на Новодевичьем кладбище.